# Novembre (film)
Novembre je francouzský hraný film z roku 2022, který režíroval Cédric Jimenez. Snímek měl světovou premiéru na filmovém festivalu v Cannes 22. května 2022. Film zachycuje policejní vyšetřování během pěti dnů po útocích z 13. listopadu 2015 ve Francii.

## Děj
V lednu 2015 se Abdelhamidu Abaaoudovi podařilo uniknout z mezinárodní policejní operace v Aténách, na které se podílel i Fred, komisař francouzského protiteroristického oddělení. O deset měsíců později, 13. listopadu 2015, proběhly útoky v Île-de-France a vyžádaly si 130 mrtvých. Od té chvíle vede protiteroristické vyšetřování, aby našel teroristy na útěku. Díky odposlechu, sledování a svědkům budou pět dní neúnavně vyšetřovat mezi Paříží a jejími předměstími Bruselem a Marokem až do policejní operace 18. listopadu 2015 v Saint-Denis.

## Obsazení
| Jean Dujardin         | Fred                                |
| Anaïs Demoustierová   | Inès                                |
| Sandrine Kiberlainová | Héloïse                             |
| Jérémie Renier        | Marco                               |
| Lyna Khoudri          | Samia Khelouf                       |
| Sami Outalbali        | Kader                               |
| Stéphane Bak          | Djibril                             |
| Cédric Kahn           | Martin                              |
| Sofian Khammes        | Fouad                               |
| Raphaël Quenard       | Rudy                                |
| Jérémy Lopez          | Vincent                             |
| Victoire Du Bois      | Julia                               |
| Sophie Cattani        | Sarah                               |
| Sarah Afchain         | Hasna Aït Boulahcen                 |
| Lyes Kaouah           | Khalid Ben Hamet                    |
| Hugo Dillon           | Jackie Delattre                     |
| Darren Muselet        | Attou                               |
| Quentin Faure         | Benoît                              |
| Julien Sibre          | Jérôme                              |
| Laurent Maurel        | policista z prefektury              |
| Bernard Gabay         | člen bezpečnostní rady města Paříže |
| Luc-Antoine Diquéro   | kapitán četníků                     |

## Ocenění
- César: nominace v kategoriích nejlepší režie (Cédric Jimenez), nejlepší herec (Jean Dujardin), nejlepší herečka ve vedlejší roli (Anaïs Demoustier, Lyna Khoudri), nejlepší střih (Laure Gardette), nejlepší zvuk (Cédric Deloche, Alexis Place Gwennolé Le Borgne a Marc Doisne), nejlepší vizuální efekty (Mikaël Tanguy)